# The Simpsons (25.ª temporada)
A vigésima quinta temporada de The Simpsons foi exibida no canal Fox entre 29 de setembro de 2013 e 18 de maio de 2014 nos Estados Unidos.
As estrelas convidadas para esta temporada incluem Christiane Amanpour, Lisa Lampanelli, Stan Lee, Rachel Maddow, Elizabeth Moss, Joe Namath, Gordon Ramsay, Aaron Sorkin, e Kristen Wiig.
Esta temporada da série ganhou três Primetime Emmy Awards de quatro indicações. Um dos prêmios Primetime Emmy foi para o dublador Harry Shearer, que ganhou como melhor dublador de personagem. Ele foi o último membro do elenco principal a ganhar o prêmio.

## Produção
A vigésima quinta temporada de The Simpsons foi confirmada em 7 de outubro de 2011.  Isso ocorreu como parte das negociações com os atores principais da série  a respeito de seus salários, como forma de manter a continuação do programa.
Esta é a 13ª temporada consecutiva da Al Jean como produtor executivo. Matt Groening, James L. Brooks, Matt Selman, e John Frink são os outros produtores executivos.
Em 25 de outubro de 2013, Al Jean anunciou que a personagem Edna Krabappel foi retirada da série, após a morte de sua intérprete, Marcia Wallace.
Em 4 de outubro de 2013, a vigésima sexta temporada foi confirmada pela Fox.

## Audiência
Os vinte e dois episódios exibidos na temporada tiveram uma audiência média de 5,67 milhões de telespectadores, sendo inferior a da vigésima quarta temporada, que obteve 6,27 milhões de telespectadores de média.

## Episódios
| Nº | Nº | Título                                  | Diretor(es):      | Escritor(es):                      | Exibição original      | Código | Audiência (em milhões) |
| --- | -- | --------------------------------------- | ----------------- | ---------------------------------- | ---------------------- | ------ | ---------------------- |
| 531 | 1  | "Homerland"                             | Bob Anderson      | Stephanie Gillis                   | 29 de setembro de 2013 | RABF20 | 6,37                   |
| Lisa suspeita que Homer pode ter sido convertido em terrorista após retornar de uma convenção sobre poder nuclear. Lisa então requisita os serviços de Annie, uma intensa e agitada agente do FBI, para ajudá-la a descobrir a verdade. Convidados: Kevin Michael Richardson e Kristen Wiig |    |                                         |                   |                                    |                        |        |                        |
| 532 | 2  | "Treehouse of Horror XXIV"              | Rob Oliver        | Jeff Westbrook                     | 6 de outubro de 2013   | RABF16 | 6,42                   |
| Oh the Places You'll D'oh: O primeiro seguimento faz referência ao filme e conto The Cat in the Hat, e assim como no filme, Homer causa grandes confusões em Springfield. Dead and Shoulders: Bart sofre um acidente com a pipa e tem sua cabeça decapitada, então para se manter vivo, tem sua cabeça ligada ao corpo de Lisa. Freaks no Geeks: Em uma Springfield de 1930, um circo misterioso chega em Springfield, reunindo as mais assustadoras criaturas, com a trapezista Marge e o "Homer-forte", mas tudo dá errado quando a aberração Moe decide ter um relacionamento a mais com Marge, tudo isso comandado por Burns, dono do circo. |    |                                         |                   |                                    |                        |        |                        |
| 533 | 3  | "Four Regrettings and a Funeral"        | Mark Kirkland     | Marc Wilmore                       | 3 de novembro de 2013  | RABF18 | 5,43                   |
| Um querido habitante de Springfield morre, e quatro moradores lembram de acontecimentos de suas vidas que eles gostariam de reviver: - Homer lamenta vender um estoque de tecnologia para comprar uma bola de boliche; - Marge teme que a culpada pela rebeldia de Bart seja ela mesma; - Sr. Burns lembra de um romance de muito tempo atrás; - Kent Brockman percebe que cometeu um erro ao se tornar um repórter de notícias locais e tenta fazer parte do elenco do canal Fox News. Convidados: Joe Namath, Gordon Ramsay, e Aaron Sorkin |    |                                         |                   |                                    |                        |        |                        |
| 534 | 4  | "Yolo"                                  | Michael Polcino   | Michael Nobori                     | 10 de novembro de 2013 | RABF22 | 4,20                   |
| Marge incentiva Homer a abraçar o espírito "You-Only-Live-Once" ao convidar um velho amigo de correspondência para ficar com ele e cruzar itens fora de sua lista de "coisas a fazer" a partir de quando ele tinha 10 anos de idade. Enquanto isso, Lisa institui um novo código de honra na Escola Primária de Springfield. Convidado: Jon Lovitz |    |                                         |                   |                                    |                        |        |                        |
| 535 | 5  | "Labor Pains"                           | Matthew Faughnan  | Don Payne e Mitchell H. Glazer     | 17 de novembro de 2013 | RABF19 | 4,08                   |
| Homer fica preso em um elevador com uma mulher grávida chamada Gretchen e ajuda a entregar seu bebê, que ela o nomeia Homer, Jr. como forma de gratidão. Convidada: Elisabeth Moss |    |                                         |                   |                                    |                        |        |                        |
| 536 | 6  | "The Kid is All Right"                  | Tim Long          | Mark Kirkland                      | 24 de novembro de 2013 | SABF02 | 6,78                   |
| Uma nova aluna chamada Isabel Gutierrez chega a Escola Elementar de Springfield e torna-se a melhor amiga de Lisa. Contudo, ela descobre que Isabel é republicana. Ambas tornam-se candidatas a eleição do segundo grau, onde Anderson Cooper é o moderador. Convidados: Eva Longoria e Anderson Cooper |    |                                         |                   |                                    |                        |        |                        |
| 537 | 7  | "Yellow Subterfuge"                     | Bob Anderson      | Joel H. Cohen                      | 8 de dezembro de 2013  | SABF04 | 6,85                   |
| Quando o Diretor Skinner promete que o mais bem-comportado na Escola Primária de Springfield vai começar a montar em um submarino, Bart faz o possível para se tornar um aluno exemplar. Enquanto isso, Krusty está precisando de dinheiro e Lisa sugere que ele venda os direitos de estrangeiros para o seu show. Convidado: Kevin Michael Richardson |    |                                         |                   |                                    |                        |        |                        |
| 538 | 8  | "White Christmas Blues"                 | Steven Dean Moore | Don Payne                          | 15 de dezembro de 2013 | SABF01 | 8,48                   |
| A neve começa a cair em Springfield após um vazamento na Usina Nuclear, atraindo assim turistas. A fim de lidar com o alto custo das compras, Marge converte o lar em uma pensão. O empreendimento rapidamente se torna desastroso e destrói o feriado para os Simpsons. Para tentar entreter seus convidados, a família assiste a muitos especiais de TV terríveis. |    |                                         |                   |                                    |                        |        |                        |
| 539 | 9  | "Steal This Episode"                    | Matthew Nastuk    | J. Stwewart Burns                  | 5 de janeiro de 2014   | SABF05 | 12,04                  |
| Quando Homer se cansa de cinemas, Bart lhe ensina a arte de download ilegal de filmes. Homer começa a vender filmes piratas em seu quintal para os cidadãos de Springfield, mas fica em apuros com um diretor de anti-pirataria do FBI. Convidados: Judd Apatow, Will Arnett, Leslie Mann, Seth Rogen, Paul Rudd, Rob Halford e Channing Tatum |    |                                         |                   |                                    |                        |        |                        |
| 540 | 10 | "Married to the Blob"                   | Chris Clements    | Tim Long                           | 12 de janeiro de 2014  | SABF03 | 4,83                   |
| Homer está perto de arruinar um relacionamento amoroso entre Cara dos Quadrinhos e uma atraente jovem fã japonesa. Stan Lee oscila pela loja do Cara dos Quadrinhos e distribui alguns conselhos sobre quadrinhos e romance. Convidados: Stan Lee e Harlan Ellison. |    |                                         |                   |                                    |                        |        |                        |
| 541 | 11 | "Specs and the City"                    | Lance Kramer      | Brian Kelley                       | 26 de janeiro de 2014  | SABF06 | 3,87                   |
| Homer usa óculos de alta tecnologia dados pelo Sr. Burns para espionar Marge e ele descobre que Marge está vendo um conselheiro matrimonial. Convidado: Will Lyman |    |                                         |                   |                                    |                        |        |                        |
| 542 | 12 | "Diggs"                                 | Michael Polcino   | Dan Greaney e Allen Glazier        | 9 de março de 2014     | SABF08 | 2,69                   |
| Bart faz amizade com um estudante de transferência chamado Diggs, um especialista em falcoaria que o salva da ira dos valentões da Escola Primária de Springfield. Convidado: Daniel Radcliffe como Diggs. |    |                                         |                   |                                    |                        |        |                        |
| 543 | 13 | "The Man Who Grew Too Much"             | Matthew Schofield | Jeff Westbrook                     | 9 de março de 2014     | SABF07 | 3,75                   |
| Lisa descobre que Sideshow Bob tornou-se o cientista-chefe de uma grande empresa de engenharia química. Nesse meio tempo, a tentativa de Marge para pregar práticas sexuais saudáveis a um grupo de adolescentes que frequenta a Igreja dá errado. Nota: Essa é a última aparição de Edna Krababel, pois ela morreu enquanto Homer dirigiu desesperadamente para o local onde estava o Sideshow Bob e acabou atropelando a Krababel por acidente. Convidados: Kelsey Grammer e Marcia Wallace |    |                                         |                   |                                    |                        |        |                        |
| 544 | 14 | "The Winter of His Content"             | Chuck Sheetz      | Kevin Curran                       | 16 de março de 2014    | SABF09 | 4,02                   |
| Quando o Asilo de Springfield é fechado por violações de normas de saúde, Marge convida Vovô e outras duas pessoas idosas a viver em casa dos Simpsons. Na Escola Primária de Springfield, Nelson se torna amigo de Bart. Convidado: Kevin Michael Richardson |    |                                         |                   |                                    |                        |        |                        |
| 545 | 15 | "The War of Art"                        | Steven Dean Moore | Rob LaZebnik                       | 23 de março de 2014    | SABF10 | 3,98                   |
| Um animal de estimação de Lisa destrói uma obra de arte da sala de estar dos Simpsons, logo Homer e Marge apaixonam-se por uma bela pintura na venda de Kirk Van Houten, onde Homer quer pagar vinte dólares. Mas quando Lisa revela é de um famoso pintor do início do século XX e pode valer cem mil dólares, Marge e Homer enfrentam um dilema: dividir o dinheiro com o Van Houten, ou mantê-lo como uma "almofada" para seus filhos. Convidado: Max von Sydow |    |                                         |                   |                                    |                        |        |                        |
| 546 | 16 | "You Don't Have to Live Like a Referee" | Mark Kirkland     | Michael Price                      | 30 de março de 2014    | SABF11 | 3,91                   |
| Homer se torna juiz de futebol depois que Lisa faz um discurso no colégio em que elogia a integridade do pai. Ele é convidado a arbitrar na Copa do Mundo do Brasil e acaba se envolvendo com gangsters que tentam manipular o resultado das partidas. Convidado: Andrés Cantor |    |                                         |                   |                                    |                        |        |                        |
| 547 | 17 | "Luca$"                                 | Chris Clements    | Carolyn Omine                      | 6 de abril de 2014     | SABF12 | 4,30                   |
| Marge acredita que Lisa está namorando abaixo de seus padrões quando ela traz para casa um treinador de competições envolvendo comida chamado Lucas Bortner. Enquanto isso, Bart recebe presentes de Snake Jailbird para ajudá-lo a sair de uma enrascada, mas uma traição de Milhouse envia o bandido de volta para a prisão. Bart inventa um plano para tirá-lo. Convidado: Zach Galifianakis como Lucas Bortner |    |                                         |                   |                                    |                        |        |                        |
| 548 | 18 | "Days of Future Future"                 | Bob Anderson      | J. Stewart Burns                   | 13 de abril de 2014    | SABF13 | 3,64                   |
| Situado no futuro, Homer tem um novo clone para cada vez que ele morre. Lisa é casada com uma versão zumbi de Milhouse, Bart lida com questões de custódia com sua ex-esposa, Jenda. Cada um define o que o amor significa para eles. Convidada: Amy Poehler. |    |                                         |                   |                                    |                        |        |                        |
| 549 | 19 | "What to Expect When Bart's Expecting"  | Matthew Nastuk    | John Frink                         | 27 de abril de 2014    | SABF14 | 3,45                   |
| Bart não suporta a aula de arte e faz um boneco vudu de sua professora de arte. O feitiço faz com que ela grávida. Ela se torna uma espécie de "salvadora" para casais que tentam engravidar em Springfield. Então, ela é sequestrada para ajudar a conceber um cavalo de corrida do tipo "puro-sangue". Convidados: Joe Mantegna e Tavi Gevinson. |    |                                         |                   |                                    |                        |        |                        |
| 550 | 20 | "Brick Like Me"                         | Matthew Nastuk    | Brian Kelley                       | 4 de maio de 2014      | RABF21 | 4,39                   |
| Homer acorda em uma Springfield feita de peças do jogo Lego, e deve descobrir o caminho da saída antes que ele fique preso para sempre no mundo de plástico. |    |                                         |                   |                                    |                        |        |                        |
| 551 | 21 | "Pay Pal"                               | Michael Polcino   | David H. Steinberg                 | 11 de maio de 2014     | SABF15 | 3,66                   |
| Marge jura não fazer amizades com nenhum casal quando Homer ofende seus novos vizinhos britânicos. Mas quando Lisa diz que ela também não precisa de amigos, Marge reconsidera a decisão. Convidados: Carl Kasell, John Oliver e Peter Sagal. |    |                                         |                   |                                    |                        |        |                        |
| 552 | 22 | "The Yellow Badge of Cowardge"          | Timothy Bailey    | Billy Kimball e Ian Maxtone-Graham | 18 de maio de 2014     | SABF18 | 3,28                   |
| Bart se sente culpado depois que ele ganha a corrida anual do último dia de aula ao redor de Escola Elementar de Springfield, com a ajuda de Nelson, que bate o favorito, Milhouse. Enquanto isso, Homer tenta trazer de volta ao dia 4 de julho fogos de artifício, que foram retirados da comemoração da Independência dos Estados Unidos devido a cortes orçamentais. Convidados: Glenn Close e Edwin Moses. |    |                                         |                   |                                    |                        |        |                        |